# Xã Shingobee, Quận Cass, Minnesota
Xã Shingobee (tiếng Anh: Shingobee Township) là một xã thuộc quận Cass, tiểu bang Minnesota, Hoa Kỳ. Năm 2010, dân số của xã này là 1.514 người.